# Рудес, Александра Давыдовна
Александра Давыдовна Рудес (род. 10 июля 1930, Одесса) — советская оперная певица (меццо-сопрано), народная артистка РСФСР (1978).

## Биография
Александра Давыдовна Рудес родилась 10 июля 1930 года в Одессе. С 1952 года — солистка различных исполнительных коллективов Донецка и Одессы. В 1962 году окончила Одесскую консерваторию.
В 1962—1963 годах была солисткой Молдавского театра оперы и балета в Кишинёве. В 1963—1986 годах выступала в Саратовском театре оперы и балета. Выступала в концертах.
В 1980-е годы работала в творческом объединении «Артист». С конца 1980-х годов проживает в США (Бруклин, позже Статен-Айленд).

## Награды и премии
- Заслуженная артистка РСФСР (1969).
- Народная артистка РСФСР (1.03.1978).

## Партии в операх и опереттах
- «Хованщина», М. П. Мусоргский — Марфа
- «Царская невеста» Н. А. Римский-Корсаков — Любаша
- «Чародейка» П. И. Чайковского — Княгиня
- «Кармен», Ж. Бизе — Кармен
- «Дон Карлос», Дж. Верди — Эболи
- «Аида», Дж. Верди — Амнерис
- «Трубадур» Дж. Верди — Азучена
- «В бурю» Т. Н. Хренникова — Косова
- «Расцвет и падение города Махагони» Курта Вайля — Леокадия Бегбик